# Forțele Teritoriale Regale Ungare

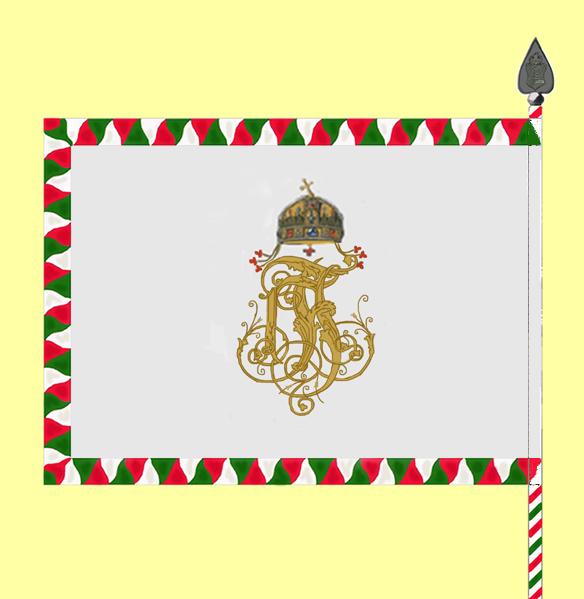
Steagul Forțelor de apărare regale maghiare (revers)

Forțele teritoriale regale ungare sau Honvezimea regală ungară (în maghiară Magyar Királyi Honvédség, în germană königlich ungarische Landwehr) constituiau structurile militare teritoriale cu rol defensiv corespunzătoare jumătății ungare a Monarhiei dualiste (Țările Sfintei Coroane Ungare). Corespondentul cisleithanic („austriac”) al honvezimii reg. ung. era reprezentat de Forțele de apărare cesaro-regale. Ponderea cea mai mare în forțele armate austro-ungare o avea Armata Comună, asistată de Marina de război. Honvezimea avea o ramură croato-slavonă, denumită Domobranstvo.

## Istorie

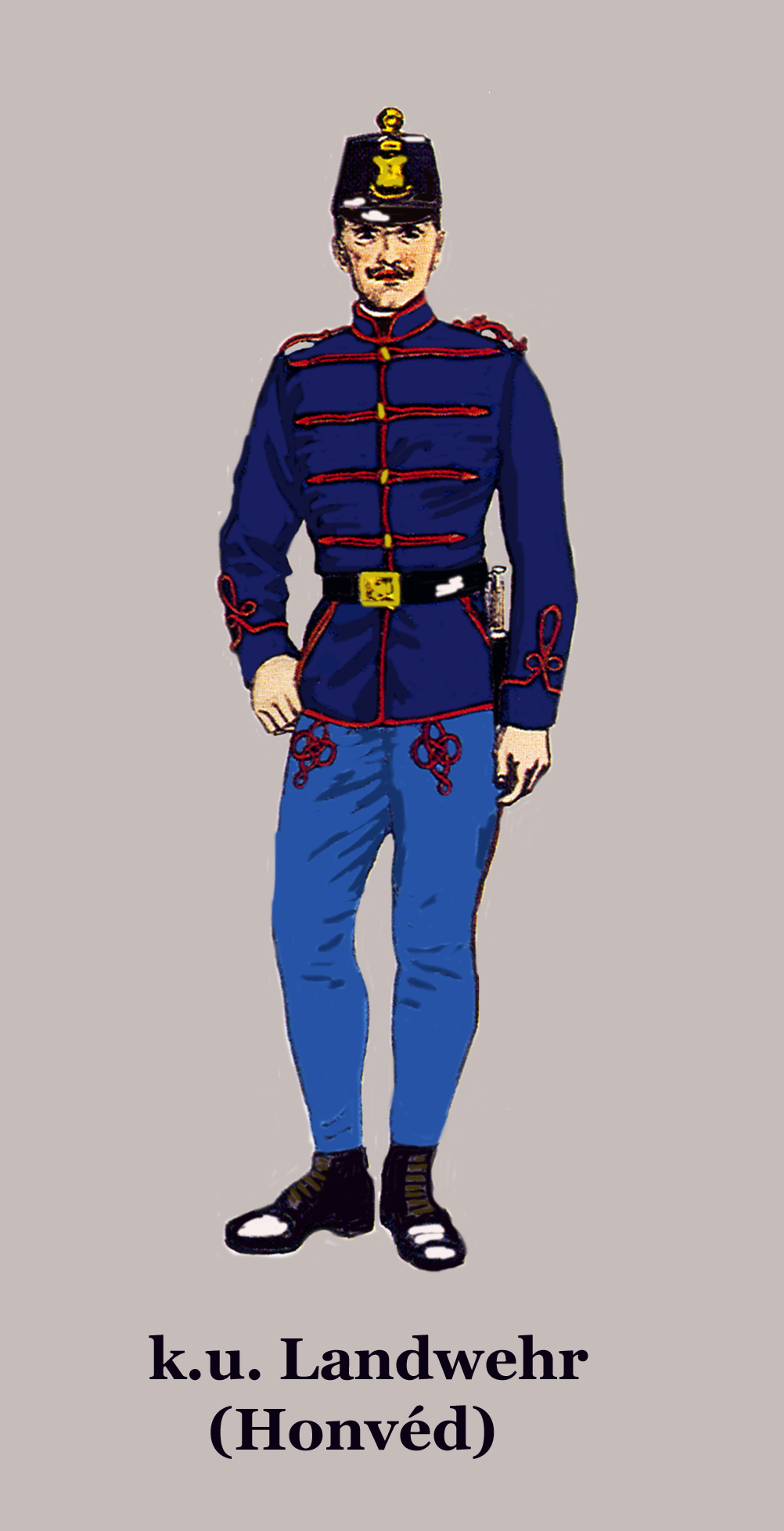
Honvéd în uniformă de paradă

Termenul Honvéd înseamnă „apărătorul patriei“ și a apărut pentru prima dată în timpul revoluției din 1848. În acea vreme, așa era numit orice voluntar care se înrola pentru câteva săptămâni sau a gyözelemig („până la victorie”) și era trimis împotriva sârbilor și a croaților.
Cu prilejul restructurării forțelor armate după compromisul austro-ungar din 1867 (când Regatul Ungariei a insistat să posede o forță militară proprie, subordonată direct guvernului maghiar), noile unități militare ale Țărilor Coroanei Sfântului Ștefan au primit numele de Honvédség, adică „forțele de apărare”.

## Structură
Forțele de apărare regale maghiare erau compuse doar din recruți ai jumătății ungare a Dublei Monarhii (numită și Transleithania). Acesteia îi aparțineau, pe lângă Ungaria de astăzi, Slovacia (numită atunci „Ungaria de Sus”, ung. Felvidék) și părți din următoarele state de astăzi: România (Transilvania în sensul larg contemporan și Banat), Serbia (Voivodina), Croația, Slovenia (Prekmurje) și Austria (Burgenland).
La nivelul dotării și al formării militare, Honvédség nu era o forță de mâna a doua în Dubla Monarhie, ci era comparabilă cu Armata Comună. Doar la nivelul personalului exista o diferență, un regiment de Honvéd fiind format din doar trei batalioane în loc de patru iar numărul regimentelor fiind de zece ori mai redus.
Forțele de apărare regale maghiare erau împărțite în forțele de apărare maghiare și în forțele de apărare croate în cadrul cărora, în urma „Compromisului croato-maghiar“ din 1868, croații au primit dreptul de a introduce limba croată ca limbă de serviciu și de comandă în propriile lor unități de honvezi. Pe lângă asta, unitățile de honvezi croato-slavoni erau subordonate banului din Zagreb, nu Ministerului Apărării din Budapesta.
Formarea ofițerilor din Forțele de apărare regale maghiare avea loc la Academia Ludovika din Budapesta.